# Songs by Others
Songs by Others је ексклузивни EP снимљен за Дан продавница плоча који садржи обраде песама од стране Езре Ферман и њеног бенда The Boyfriends. Албум је објављен на 12-инчној LP музичкој плочи са налепницом на паковању за дигитално преузимање. Већина песама у албуму снимљени су у Студију Балистико у Чикагу. Остале песме снимљене су у Фермановој спаваћој соби, а две песме су и биле уживо на радију.

## Списак песама
| №               | Назив                                          | Трајање |  |
| 1.              | Devil's Haircut                                | 03:13   |  |
| 2.              | Good Book                                      | 02:34   |  |
| 3.              | Ready Teddy                                    | 01:28   |  |
| 4.              | I Can Change                                   | 04:51   |  |
| 5.              | Crown of Love                                  | 04:55   |  |
| 6.              | Androgynous                                    | 03:10   |  |
| 7.              | (Your Love Keeps Lifting Me) Higher and Higher | 05:13   |  |
| Укупно трајање: | Укупно трајање:                                | 21:54   |  |

## Топ-листе
| Топ-листа (2016) | Позиција |
| ---------------- | -------- |
| УК Албуми (OCC)  | 189.     |